# Dabiq
Dabiq es una localidad de Siria, situada en el norte del país, en la Gobernación de Alepo (Distrito de Azaz). Contaba con 3.364 habitantes según el censo de 2004. 
La localidad tiene importancia en la escatología islámica, ya que una tradición la señala como el lugar en el que se enfrentarán los musulmanes contra sus enemigos en el fin de los tiempos. Por esa razón Dabiq es el título de la revista oficial del Estado Islámico.
Desde agosto de 2014, y hasta mediados de octubre de 2016, en el contexto de la Guerra Civil Siria, la población estuvo ocupada por el grupo yihadista autoproclamado califato Estado Islámico y fue recapturada por los rebeldes sirios con ayuda de Turquía en la Ofensiva sobre Dabiq.

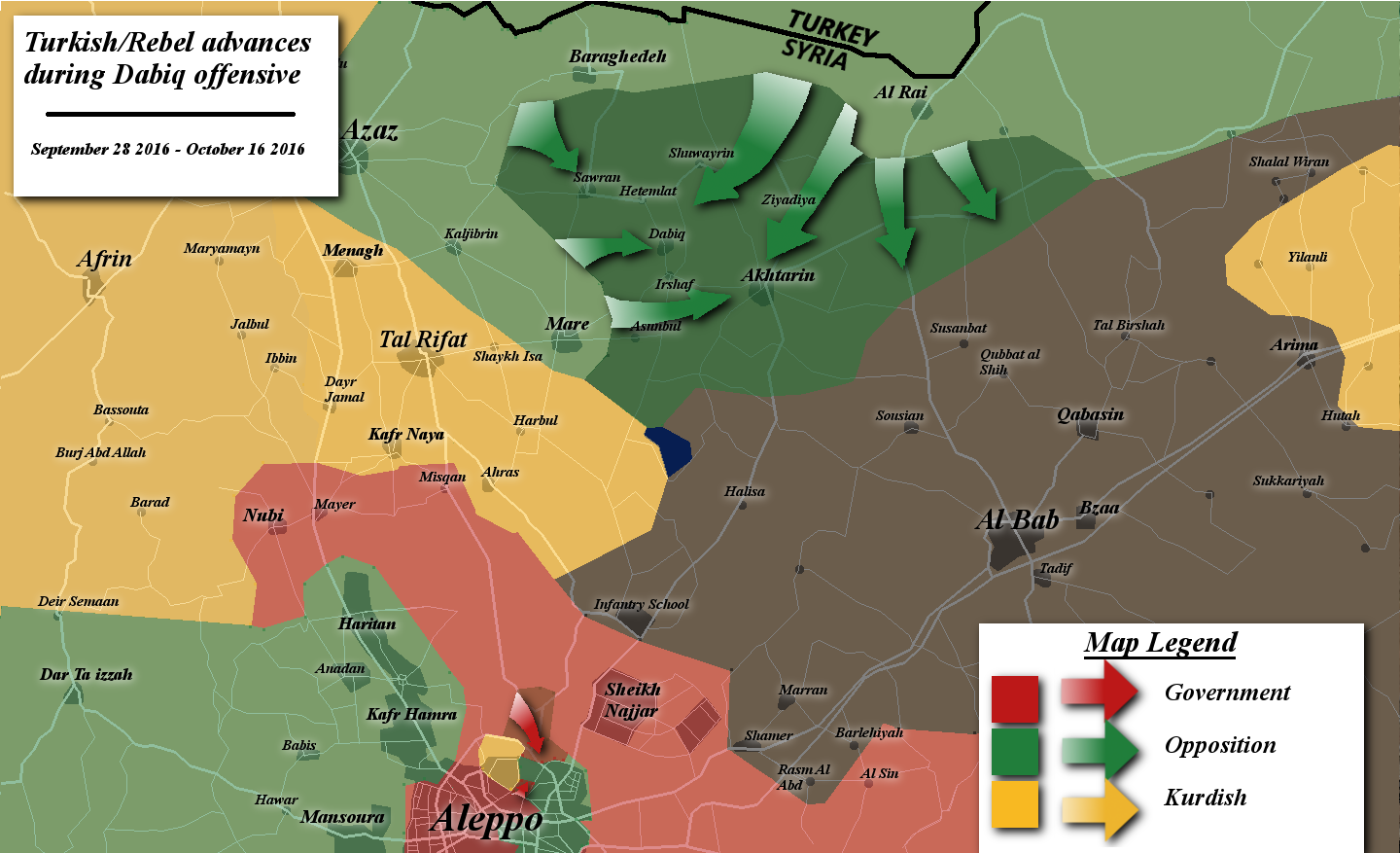
Expulsión de Dáesh de la ciudad.